# 西園寺公名
西園寺 公名（さいおんじ きんな）は、室町時代前期から中期にかけての公卿。右大臣・西園寺実永の子。官位は従一位・太政大臣。道号は菊畹。号は観音寺相国。

## 経歴
応永17年（1410年）に西園寺実永の子として誕生。
応永27年（1420年）12月5日に参議となる。永享10年（1438年）に内大臣（1438年 - 1441年）となる。宝徳2年（1450年）4月25日、叙従一位。康正元年（1455年）に太政大臣（1455年 - 1457年）となる。
長禄元年（1457年）8月28日に出家。法名は永存。応仁2年（1468年）に薨去。